# Nastassja Bolívar
Nastassja Bolívar, née le 24 octobre 1988 à Miami, a été élue Miss Nicaragua 2013. Elle est la 31e Miss Nicaragua. Élue Nuestra Belleza Latina 2011, elle est la première nicaraguayenne à être élue Nuestra Belleza Latina.
Elle parle couramment l'espagnol, l'anglais et le français. 

## Biographie

### Famille et études
Nastassja Bolívar est née le 24 octobre 1988 à Miami. Son père, Gilbero Bolívar est d'origine colombienne et sa mère, Isabel Caycedo est d'origine nicaraguayenne. Quand elle a auditionné pour Nuestra Belleza Latina 2011, elle était étudiante en marketing de la mode à l'université internationale d'art et du design de Miami.

### Élection Miss Nicaragua 2013
Nastassja Bolívar est élue puis sacrée Miss Nicaragua 2013 le 2 mars 2013  au Théâtre national Rubén Darío de Managua et succède à Farah Eslaquit, Miss Nicaragua 2012. Six prix non officiels lui sont attribués au cours de son élection.
Osman Flores, reporter de divertissement nicaraguayen a déclaré que des candidates du concours étaient intimidées de sentir la présence de Nastassja à Miss Nicaragua 2013 car elle avait été couronnée Nuestra Belleza Latina 2011 et même une de ses concurrentes a quitté le concours parce qu'elle savait que la couronne était destinée à Nastassja Bolívar. Nastassja est d'ailleurs la première nicaraguayenne à participer à Miss Nicaragua en ayant remporté un concours international.
Ses dauphines :
- 1re dauphine : Luviana Torres
- 2e dauphine : Cristina Soto
- 3e dauphine : Daysi Largaespada
- 4e dauphine : Celeste Castillo

Nastassja Bolívar habillée de son costume national conçu par Bismark Martínez pour Miss Univers 2013.

Onze mois après avoir été élue Miss Nicaragua et deux mois après Miss Univers 2013, elle a été démise de ses fonctions en tant que Miss Nicaragua. L'organisation du concours Miss Nicaragua a publié le 14 janvier 2014 une déclaration, stipulant qu'elle a été détrônée de son titre en raison de ne pas avoir rempli les termes de son contrat.

#### Parcours
- Nuestra Belleza Latina 2011 à Miami, aux États-Unis.
- Miss Nicaragua 2013 au Théâtre national Rubén Dario de Managua.
- Top 16 à Miss Univers 2013 au Crocus City Hall à Moscou, en Russie.

### Représentations au Nicaragua et dans le monde
Nastassja Bolívar est élue Nuestra Belleza Latina 2011 le 22 mai 2011 à Miami, aux États-Unis. Au cours de son règne, elle a été critiquée pour ne pas être née et avoir grandi au Nicaragua ou en Colombie, pays d'origine de son père. Le jury était composé d'Osmel Sousa, président de l'organisation Miss Venezuela, de Lupita Jones, Miss Univers 1991 et de Julián Gil, acteur et mannequin argentin.
Elle représente le Nicaragua au concours Miss Univers 2013 le 9 novembre 2013 au Crocus City Hall à Moscou, en Russie et se classe dans le top 16. Elle est la troisième candidate à être entrée dans le classement après Xiomara Blandino, classée dans le top 10 en 2007. Elle a également remporté le prix du meilleur costume national qui est une grande première pour le Nicaragua. Son costume national conçu par le styliste nicaraguayen et Miss Nicaragua Gay 2012, Bismark Martinez qui a été initialement prévu pour ce dernier mais il s'est retiré du concours Miss Queen International 2013 pour remplacer un concepteur qui devait confectionner des costumes régionaux fantaisistes pour deux candidates de Miss Nicaragua 2013. Le costume représente l'histoire des femmes nicaraguayennes de l'époque précolombienne à nos jours, connu pour ses 200 plumes de paon. Il a également été fait avec 5000 cristaux Swarovski et 300 plumes de faisan. Lors d'une interview, elle avait promis les 5 000 dollars qu'elle avait reçus pour le prix du meilleur costume national lors de Miss Univers 2013 au concepteur du costume, Bismarck Martínez. 
Le prix a été directement remis à l'organisation Silhuetas SA dirigée par la mère de Nastassja Bolívar, ce qui est en partie responsable de son détrônement du titre de Miss Nicaragua.
Le 15 mars 2014, elle transmet son titre de Miss Nicaragua à Marline Barberena, Miss Chichigalpa, élue Miss Nicaragua 2014.